# Tufnell Park (Metropolitano de Londres)
Tufnell Park é uma estação do Metrô de Londres em Tufnell Park. Ela fica na Northern line na Zona 2 do Travelcard.

## História
A estação foi inaugurada em 22 de junho de 1907 pela Charing Cross, Euston & Hampstead Railway. O edifício foi projetado pelo arquiteto Leslie Green e o exterior apresenta ladrilhos de terracota vitrificada (faiança), fornecidos pela Leeds Fireclay Company. Embora ficasse perto da estação ferroviária Junction Road na Tottenham & Hampstead Junction Railway, nunca houve uma conexão física entre as duas estações.
A estação foi modernizada em 2004 pela Tube Lines. Os principais itens de obras foram os sistemas de comunicação, uma reforma completa e novos tetos por toda parte. Os portões de passagem foram instalados algum tempo depois.Predefinição:When A estação também abriga um grande ventilador industrial como parte do projeto Cooling the Tube do Metrô de Londres. O ventilador funciona o ano todo junto com ventiladores em outros locais da linha Northern. A estação foi fechada entre 8 de junho de 2015 e 4 de março de 2016 para a substituição dos elevadores.